# 116a Divisió Panzer
La 116a Divisió Panzer va ser una divisió alemanya que va participar en la Segona Guerra Mundial, formada el març de 1944 de les restes de la 16a Divisió Panzergrenadier i de la 179a Divisió Panzer (Reserva).

## Historial
Va combatre contra els Aliats als Desembarcaments de Normandia i va trobar-se capturat a la Bossa de Falaise. Després de les operacions a Normandia només li restaven 600 homes i 12 tancs, però malgrat unes forces tan minses va ser enviada a defendre Aquisgrà.
Va retirar-se a Düsseldorf per descansar i reavituallar-se i a l'octubre tornà a la regió d'Aquisgrà, però va ser incapaç d'evitar que la històrica ciutat caigués i es convertís en la primera ciutat alemanya que va caure en mans aliades el 21 d'octubre de 1944. Va participar en la batalla del Bosc de Hürtgen i el 8 de novembre derrotà la  28a Divisió d'Infanteria americana i reconquerí la ciutat de Schimdt.
A continuació prengué part a la fracassada ofensiva de les Ardenes i després va ser situada a la frontera holandesa, retirant-se al març fins al Rin. El 18 d'abril de 1945 es rendí al 9è Exèrcit Americà a la Bossa del Ruhr.
14 dels seus membres van rebre la Creu de Cavaller de la Creu de Ferro
El 1943 se li instituí una insígnia representant el símbol tàctic de la divisió, un gos coniller. Per això, la divisió rebé el malnom de Windhund-Division  (Divisió Gos Coniller)

## Teatres d'Operacions
- França – març de 1944 – agost de 1944
- Alemanya occidental – agost/setembre de 1944
- Frontera germano-belga – setembre/desembre de 1944
- Ardenes – desembre de 1944/gener de 1945
- Alemanya occidental – gener de 1945/abril de 1945

## Caps de la unitat
- Oberst Günther von Manteuffel (28 de març de 1944 – 30 d'abril de 1944)
- General der Panzertruppen Gerhard Graf von Schwerin (1 de maig de 1944 – 1 de setembre de 1944)
- Generalmajor Heinrich Voigtsberger (1 de setembre de 1944 - 14 de setembre de 1944)
- Generalmajor Siegfried von Waldenburg (14 de setembre de 1944 – abril de 1945)